# Термит желтошеий

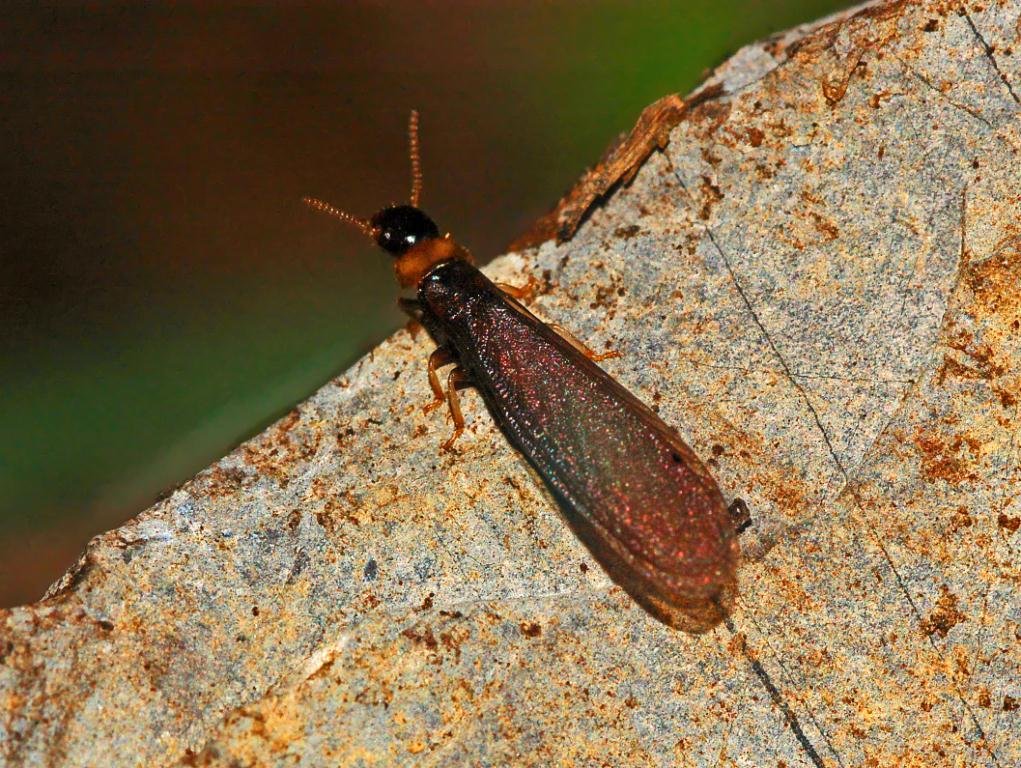
Имаго

Термит желтошеий, или термит желтогрудый, или термит желтоусый (лат. Kalotermes flavicollis) — вид термитов рода Kalotermes из семейства Kalotermitidae. Встречается в основном в прибрежных странах Средиземноморья от Испании и Италии до Грузии и южной России. Гнёзда строит в засыхающей и отмирающей части деревьев. В некоторых регионах отмечали повреждение деревянных построек.

## Описание
Мелкие термиты. Длина тела имаго с крыльями около 1 см, без крыльев 5—7 мм. Усики имаго 16—19-члениковые, голова буровато-чёрная, переднегрудка жёлтая, остальное тело серовато-чёрное, усики, щупики, лапки и голени жёлтые. Пронотум шире головы (от 1,35 до 1,50 мм против 1,07—1,25 мм у головы). Крылья серые, но прозрачные. Голова солдат удлинённая с параллельными боковыми сторонами и крупными мандибулами (чёрными и красновато-коричневыми в основании); основная окраска головы жёлтая, в передней части оранжевая. Длина головы солдат с мандибулами от 3,32 до 4,10 мм, без мандибул от 2,15 до 2,60 мм. Ширина головы солдат от 1,45 до 1,75 мм. Бёдра солдат утолщённые, а глаза редуцированы (заметны в виде беловатых пятен).

## Биология
Семьи включают до 2000 особей, но чаще встречаются менее населённые гнёзда из нескольких сотен насекомых. Гнёзда располагаются в сухих ветвях, стволах или пнях деревьев, таких как дуб, бук, липа, клён, сосна, кипарис, кизил, каштан, слива, виноград и многих других древесных видов. Живые деревья термиты не трогают. На средиземноморском побережье и отрогах Кавказского хребта термиты заселяют отмирающие части деревьев на южных прогреваемых Солнцем склонах. Диаметр прогрызаемых термитами ходов от 5 до 10 мм. Некоторые гнёзда находили на вершине деревьев на высоте около 15 м.
Лёт крылатых самок и самцов начинается в конце июля и наблюдается до сентября в хорошую погоду и при температуре воздуха около 30°С. Часть термитов (нимфы и другие) погибают при охлаждении до температуры ниже 8°С. Новые семьи основывает пара молодых имаго после брачного лёта. Самец и самка сбрасывают крылья, совместно ищут укрытие в трещинах древесины и выгрызают там первую гнездовую «брачную» камеру. Там они спариваются и спустя пару недель самка откладывает первые яйца. Развитие различных каст у термитов очень сложное и оно давно привлекало внимание исследователей. Первые гипотезы, объясняющие этот процесс у K. flavicollis появились ещё в 1890-е годы в работах итальянского зоолога Джованни Грасси (получившего Медаль Дарвина за работы по термитам) и немецкого энтомолога Карла Эшериха (1871—1951). Однако, достоверно изучить эти процессы удалось только в середине XX века после создания технологии искусственного культивирования термитов, а K. flavicollis стал распространённым лабораторным объектом. Первые такие наблюдения проводились крупным французским зоологом Пьером Грассе (1895—1985). Из яиц вылупляются личинки, которые проходят пять возрастов, превращаясь затем в псевдоэргат, дополнительных половых особей или в просолдат. Псевдоэргаты K. flavicollis могут превратиться в просолдат, дополнительные половые особи или в нимф. Нимфы могут развиваться далее в имаго, просолдат или в дополнительные половые особи. Солдаты развиваются из просолдат. Дополнительные имаго («заместители») в материнских семьях могут развиваться из личинок, молодых нимф или из псевдоэргат в случае отсутствия в семье функционирующих половых особей.
Роль королевы желтошеего термита (яйцекладущей самки-основательницы) в зрелой колонии сводится к воспроизводству потомства и выделению феромонов. Исследование этограмм самки и самца показало, что король (самец-основатель) демонстрирует более высокую подвижность и активность в жизни семьи. У самца наблюдалась наибольшая частота движений в гнезде, вибрационные акты, а также вдвое более высокая, чем у королевы частота и диапазон социальных контактов. В дополнение к его естественной важности для периодического осеменения королевы, он также играет важную роль в поддержании социальной структуры и динамического развития колонии как «посредник» в социальных взаимодействиях между королевой и другими членами колонии. Он постоянно перемещается по внутригнездовым камерам и туннелям, вступает в контакты с соплеменниками через социальный груминг, прикасания усиками и трофаллаксис.
Наименее активными в термитниках отмечена каста солдат, а также король и королева. Наблюдения, проведённые в лабораторных гнёздах показали, что солдаты проводят более 65 % времени в покое и не совершают никаких действий (нимфы и псевдоэргаты находятся в покое менее 50 % времени, король до 70 %, а королева более 80 %). Груминг и уход за собой занимает у солдат менее одного процента времени, в то время как груминг у нимф и псевдоэргатов занимает около 5 % времени, а у молодых половых особей до 10 %. Вибрационные движения телом составляют 5 % времени наблюдения у солдат и псевдоэргатов, но около 10 % у нимф.
Когда в лабораторных гнёздах группа псевдоэргатов или нимф K. flavicollis отделяется от солдат (в природе это равносильно боевым их потерям), некоторые из них в ходе очередной линьки дифференцируются в солдат. Этот процесс проходит с гораздо большей частотой, когда в колонии присутствуют репродуктивные особи, но эффект их влияния различается в зависимости от того, присутствуют ли в гнезде один король, одна королева, или их пара. Эффект наличия репродуктивных особей от максимального к минимальному можно оценить следующим образом: разнополая пара репродуктивных термитов > две королевы = одна королева = два короля > один король. Влияние одного короля очень мало; с другой стороны, влияние двух самцов значительнее и похоже на сумму влияний, оказываемых каждым из них в отдельности. Влияние только одной королевы также значительно, но присутствие второй королевы не увеличивает частоту дифференциации солдат. Максимальный стимулирующий эффект оказывает пара репродуктивных особей (король и королева) и соответствует сумме действий, которые независимо оказывают король и королева.

### Симбионты и враги
Для переваривания целлюлозы термиты вступают в симбиоз с микроорганизмами, живущими в пищеварительной системе насекомых. Среди кишечных симбионтов желтошеего термита отмечены простейшие (Protozoa) Foaina dogieli, Foaina grassii (Devescovinidae, Polymastigida), Tricercomitus divergens (Monocercomonadidae), Microrhopalodina inflata (Oxymonadidae), Eulophomonas calotermitis, Joenia annectens, Mesojoenia decipiens (Trichonymphidae, Hypermastigida, Парабазалии).
Среди основных врагов желтошеих термитов отмечены муравьи (Formicidae) родов Crematogaster, Formicoxenus и Lasius (которые могут полностью уничтожить семьи, гнездящихся рядом соседей), в то время как древесные Camponotus, Colobopsis и Dolichoderus не проявляют враждебности.

### Генетика
Диплоидный набор хромосом равен 2n=67 у самцов и 2n=68 у самок. Генетический механизм определения пола происходит по типу X1X2Y у самцов и X1X1X2X2 у самок. Причём, если у самок все хромосомы акроцентрические (у которых центромера находится практически на конце), то у самцов 20 мета- и субметацентрические и 47 акроцентрические.

## Значение
Вред от желтошеих термитов не бывает значителен по причине малочисленности их семей. Но в южных регионах Франции и Италии отмечалось отрицательное влияние этих термитов на сроки плодоношения в виноградниках. В отдельных местах южной Европы отмечали повреждение деревянных частей мостов и морских причалов, а также старинных храмов и деревянных зданий. В садово-парковых насаждениях может выступать как вторичный вредитель.

## Распространение
Природный естественный ареал охватывает Западную Палеарктику: приморские регионы Средиземноморья (среди них, Франция, Италия, Греция, Словения, Испания, Ближний Восток, Северная Африка). В России и Грузии на черноморском побережье от Сочи до Батуми. Самая северная инвазивная находка вида была сделана в 1961 году в Ливерпуле (Великобритания), куда они были случайно завезены в деревянных коробках со смородиной.

## Таксономия
Вид был впервые описан в 1793 году датским энтомологом Иоганном Христианом Фабрицием (J. Ch. Fabricius) под названием Termes flavicolle Fabricius, 1793. В 1856 году был перенесён в состав рода Kalotermes, который потом несколько десятилетий носил сходное, но иное название Calotermes, а вид соответственно именовался Calotermes flavicollis (Fabricius, 1793). Позднее специальным решением Международной комиссии зоологической номенклатуры желтошеий термит был обозначен типовым видом рода Kalotermes.